# Sri Wahyuni Agustiani
Sri Wahyuni Agustiani (ur. 13 sierpnia 1994 w Bandung) – indonezyjska sztangistka, srebrna medalistka igrzysk olimpijskich.

## Kariera
Na igrzyskach olimpijskich w Rio de Janeiro w 2016 roku wywalczyła srebrny medal w wadze muszej. W zawodach tych rozdzieliła na podium Sopitę Tanasan  z Tajlandii i Japonkę Hiromi Miyake. Był to jej jedyny start olimpijski. Zdobyła ponadto srebrne medale w tej samej kategorii wagowej na igrzyskach azjatyckich w Inczon w 2014 roku i rozgrywanych cztery lata później igrzyskach azjatyckich w Palembang i Dżakarcie.